# Hibiscadelphus woodii
Espèce
Statut de conservation UICN

 CR B1ab(i,ii,iii,iv,v)+2ab(i,ii,iii,iv,v); C2a(i,ii); D : 
En danger critique
Hibiscadelphus woodii est une espèce d'arbres du genre Hibiscadelphus de la famille des Malvaceae. Elle est endémique de l'île de Kauai dans l'archipel d'Hawaï aux États-Unis et fait partie de la liste des 100 espèces les plus menacées au monde établie par l'UICN depuis 2012. Cependant aucun spécimen vivant n'ayant été observé depuis 2011, l'UICN a donc déclaré l'espèce éteinte en 2016. En 2019, trois spécimens vivants ont été découverts à flanc de falaise, à une hauteur d'environ 175 mètres, grâce à un drone.

## Découverte et extinction
Découverte en 1991, l'espèce est décrite comme nouvelle en 1995. Seuls quatre spécimens sont alors recensés. Trois d'entre eux sont écrasés par un rocher entre 1995 et 1998 et le quatrième est trouvé mort en 2011. Le pollen qui a été retrouvé semble stérile, aucun fruit n'a été observé et toutes les tentatives de mise en culture, y compris par croisement avec l'espèce H. distans ont échoué. Si l'extinction de l'espèce est due à plusieurs facteurs, il apparaît qu'elle doive son explication aux impacts des plantes non-endémiques et le vandalisme de l'Homme sur les derniers spécimens restants.